# Поца (Виченца)
Поца је насеље у Италији у округу Виченца, региону Венето.
Према процени из 2011. у насељу је живело 107 становника. Насеље се налази на надморској висини од 170 м.